# 後藤マスヒロ
後藤 マスヒロ（ごとう ますひろ、本名：後藤 升宏（読み同じ）、1965年8月29日 - ）は、日本のドラマー。千葉県出身。血液型はA型。愛称はマスヒロ。

## 略歴
1987年、大木温之、安孫子義一と共にThe ピーズを結成。しかしハードロックに影響を受けた自身と、ビートルズ、キャロルといったロックンロールに影響を受けた大木らとの間で音楽性の相違が生じ、1989年に脱退。
その後、阿修羅、頭脳警察、人間椅子（サポートメンバーとして参加、1996年に正式加入、2003年末に脱退）、GERARD、THE STREET BEATS、新世界などに参加。2015年にそれまでサポート名義で活動してきたプログレッシブ・ロック・バンド金属恵比須に、正式メンバーとして加入（2014年に限定加入、2015年7月に正式加入）。
2017年10月25日、自身初のソロアルバムとなる「INTENTION」を発表。
2020年、元聖飢魔IIのダミアン浜田が率いるDamian Hamada's Creaturesに「マスヒロ“バトラー”後藤」として参加（金属恵比須のメンバーが参加）。

## 人物
テリー・ボジオに影響を受けた手数、足数の多い、機械のようなドラミングが特徴だが、人間椅子ではジョン・ボーナムばりのタメが利いたフィルも見せた。作詞、作曲、ボーカルも稀に行う。口笛が苦手。
青森県のローカル番組『人間椅子倶楽部』の演奏コーナーではギブソン・SGを用いてエレクトリック・ギターを演奏する様子が見られた。また同コーナーにて「燃えよドラゴン」の主題歌を演奏した際はドラミングしながら怪鳥音も担当。同番組内でジョン・ボーナムの演奏スタイルを紹介する回では解説役を務めた。

## 参加作品

### CD
- The ピーズ
  - グレイテストヒッツ VOL.1（1989年）
  - グレイテストヒッツ VOL.2（1989年）
- 頭脳警察
  - 頭脳警察7（1990年）
- 人間椅子
  - 羅生門（1993年）
  - 頽廃芸術展（1998年）
  - 二十世紀葬送曲（1999年）
  - 怪人二十面相（2000年）
  - 見知らぬ世界（2001年）
  - 修羅囃子（2003年）
- 新世界
  - Alice Through the Looking Glass[新世界/鏡の国のアリス]（2006年）
- 金属恵比須
  - 塗仏の宴（2012年・貴金屬惠比須名義・CD-R）
  - 阿修羅のごとく（2016年）
  - OFFICIAL BOOTLEG VOL. 1 〜灼熱のライヴ2015〜（2017年）
  - 武田家滅亡（2018年）
- xoxo(Kiss&Hug) EXTREME feat.金属恵比須
  - Nucleus（2019年）
- ソロ
  - マスヒロ白書（2014年・CD-R）
  - INTENTION（2017年）
- ロマネスコ
  - Romanesco!! (神秘の夜)（2019年）

### その他
- カプコン
  - ロックマン9 アレンジサウンドトラック（2008年）
- Fragile Online
  - 星蓮船バンド（2009年）